# 宋一平 (政治人物)
宋一平（1916年—2005年11月2日），原名田道文，男，湖北石首人，中华人民共和国政治人物。曾任中華人民共和國国务院副秘书长、中共中央国家机关工作委员会党委书记、中国共产党六届六中全会特邀代表、中國共產黨第七次全国代表大会候补代表、中國共產黨第十二次全国代表大会代表、第二、三、五、六、七届全国人民代表大会代表、第七届全国人大常委会委员、中国人民政治协商会议第一届全体会议代表、委员。